# Kuikuro

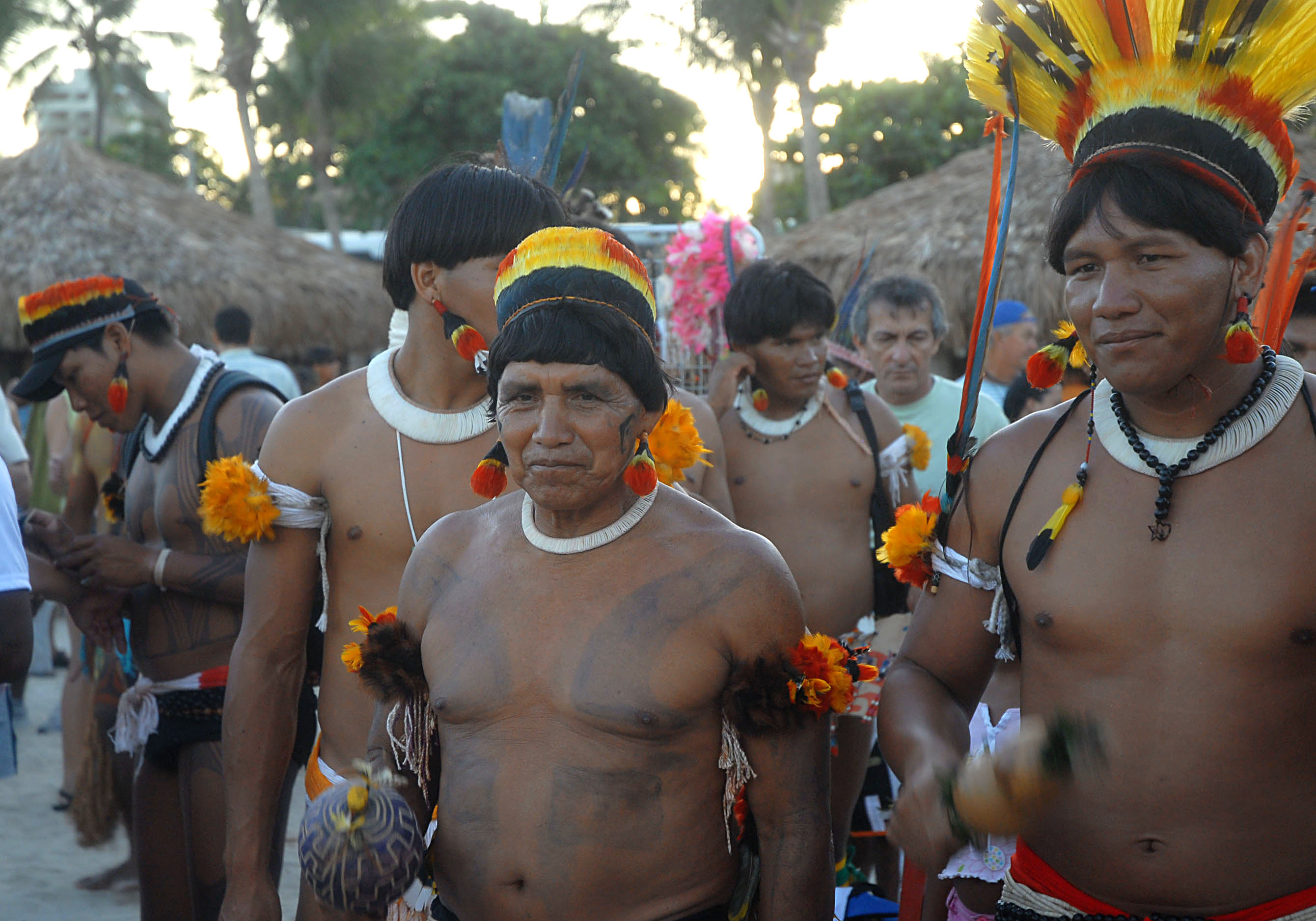
Kuikuro (2007)

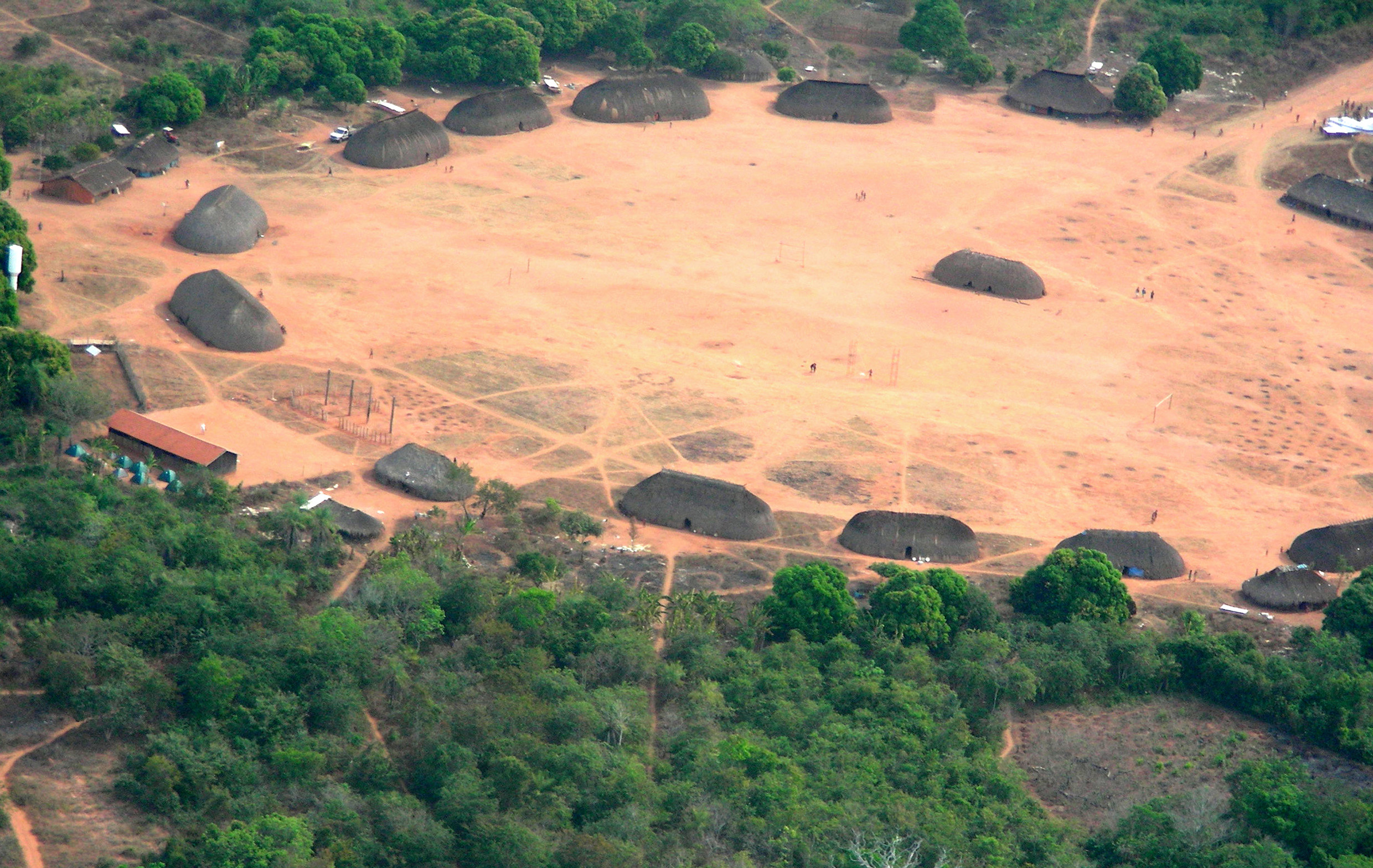
Das Dorf Ipatse im Parque Indígena do Xingu, die Hauptsiedlung der Kuikuro (2007)

Die Kuikuro sind ein indigener Indianerstamm, der in der zentralbrasilianischen Region Alto Xingu im Parque Indígena do Xingu im brasilianischen Teil des Amazonasbeckens lebt. Die Sprache der Kuikuro gehört zu den Karibischen Sprachen.

## Filme
- As Hiper Mulheres (Itão Kuẽgü). Regie: Carlos Fausto, Leonardo Sette, Takumã Kuikuro. Brasilien 2011[1]
- O dia em que a lua menstruou (Ngune elü). Regie: Maricá Kuikuro, Takumã Kuikuro. Brasilien 2004
- Cheiro de pequi (Imbé Gikegü). Regie: Maricá Kuikuro, Takumã Kuikuro. Brasilien 2006[2]
- Os Kuikuro se apresentam (Kuhi ikugü). Regie: Coletivo Kuikuro De Cinema. Brasilien 2007